# Rozhlásek
Rozhlásek je vtipná veršovaná forma komentáře k nejrůznějším aktuálním událostem či otázkám, nebo přehledu událostí posledních dnů či uplynulého týdne, umísťovaný v novinách jako protiváha k vážným informacím na místo nebo spolu s fejetonem, sloupkem nebo entrefiletem, původ má v satiře a vyznačuje se lehkým stylem.

## Styl
Rozhlásek patří do publicistické literatury. Vyznačuje se pravidelným, výrazným a nápaditým rýmováním (až zpěvnou formou), vztahem k aktuálním politickým, kulturním a podobným událostem, vtipem, nadsázkou, a nenásilným způsobem podaní informací.

## Historie
Vznikl ve dvacátých letech dvacátého století v Lidových novinách, před tím byly podobné podrobné komentáře ke dni otiskovány bez žánrového zařazení a označení v úvodu rubriky Denní zprávy.
Jeho předchůdcem byla nejen drobná veršovaná satira, ale také kabaretní písně s aktuálním zaměřením a taktéž píseň kramářská.

### Autoři
První rozhlásky psal Eduard Bass (navazoval v nich na své Letáky), Karel Čapek, Rudolf Těsnohlídek, Jan Drda a další.
Po druhé světové válce jej znovu oživil ve Světě práce Josef Kainar až koncem šedesátých let 20. století.